# Historický archiv Kruševac

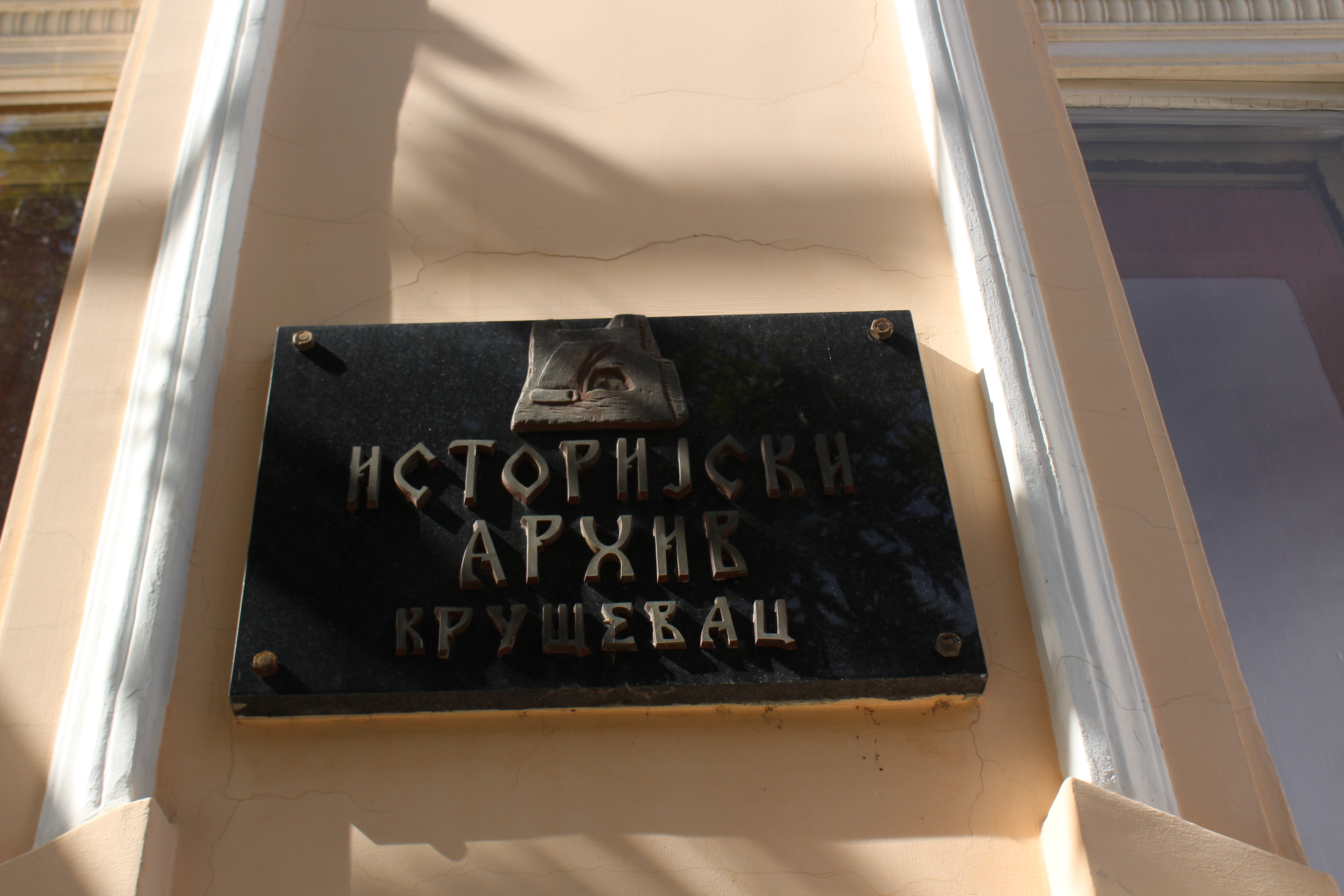
Vstup do budovy archivu.

Historický archiv Kruševac (srbsky Историјски архив Крушевац) je kulturní instituce všeobecného významu, která se věnuje ochraně, uspořádání a archivování na území Rasinského okruhu v Srbsku. Jeho sbírka zahrnuje 835 fondů. V roce 2013 byl jeho ředitelem Nenad Sokolović. Kruševacký historický archiv byl oceněn cenou zlatý archiv (srbsky Zlatni arhiv).

## Historie
V březnu 1948 byl založen archiv v Kruševaci, který spadal pod městský odbor školství a kultury. V jeho čele stále profesorka historie na kruševackém gymnáziu, Desanka Matić. Archiv z počátku neměl velký fond a ani vhodné prostory pro uskladnění svých archiválií. Disponoval prostory o rozloze 60 m2 Po jistou dobu pro jeho potřeby sloužila jen sborovna místního gymnázia. V roce 1949 financování archivu převzala srbská republika. Od roku 1964 vydával archiv i vlastní časopis s názvem Rasinski anali (Rasinské anály). 

## Archiválie
Mezi nejstarší dokumenty, které schraňuje kruševacký archiv, patří fondy Kožetinského kostela z let 1834 až 1972, dále matiční knihy o narozených, úmrtích a sňatcích. Zastoupeny jsou i materiály místních úřadů z období od konce 30. let 19. století až do roku 1921. 

## Vydavatelská aspolečenská činnost
Historický archiv vydal za dobu své existence řadu publikací, které se věnovaly dějinám města. Pořádá také různé kulturní akce a setkání.